# Lins de Vasconcelos
Lins de Vasconcelos és un barri de la Zona Nord del municipi del Rio de Janeiro.
Limita amb els barris Méier, Engenho de Dentro, Engenho Novo, Grajaú i Jacarepaguá.
El seu IDH, l'any 2000, era de 0,859, el 44è millor del municipi del Rio.
Forma part del Grande Méier. En el barri es troba l'Hospital Naval Marcílio Dies, la maternitat pública Carmela Dutra i les escoles de samba Lins Imperial i Unidos do Cabuçu. En aquest barri va néixer l'escriptor Carlos Heitor Cony, l'actor Hugo Carvana i el comediant Mussum i va viure en la adolescència el cantant i compositor Roberto Carlos.
És un barri típicament residencial del suburbi carioca.
En el barri i en el seu entorn hi ha el Complexo do Lins, un aglomerat d'onze favelas: Barro Preto, Barro Vermelho, Encontro, Bacia, Amor, Arvore Seca, Cachoeirinha, Cachoeira Grande, Gambá, Cotia i Boca do Mato. És un dels més grans i violents conjunts de faveles de Rio, amb una població de 150.000 habitants, en una extensió territorial d'aproximadament 300 mil metres quadrats.

## Història
Toda a área do bairro pertencia ao Engenho Novo dos Jesuítas. Os tropeiros, vindos de Jacarepaguá, desciam da Serra do Matheus (trecho da Serra dos Pretos Forros) e seguiam pela Estrada da Serra do Matheus (atual Rua Lins de Vasconcelos) até alcançar o Engenho. Sua construção mais conhecida era a Venda do Matheus, situada na localidade denominada Boca do Mato, junto à Serra dos Pretos Forros. A região da serra, por seu clima ameno, era apelidada de Suíça Suburbana.
No alto da Estrada da Serra do Matheus, havia uma propriedade do Médico-Major Modesto Benjamim Lins de Vasconcelos, que, depois, acabou levando o nome de sua tradicional família. Seu desmembramento foi feito aos poucos e as chácaras vendidas a diversas famílias, em cujos terrenos foi prolongada a Rua Lins de Vasconcelos, abertas a Rua Vilela Tavares e a Travessa Aquidabã (atual Mario Piragibe), e construída a Capela de N.Sra. da Guia, convertida em paróquia em 1923.

## Dades
El barri de Lins de Vasconcelos forma part de la regió administrativa de Méier. Els barris integrants de la regió administrativa són: Abolição, Aigua Santa, Cachambi, Encantado, Engenho de Dentro, Engenho Novo, Jacaré, Lins de Vasconcelos, Méier, Piedade, Pilares, Riachuelo, Roca, Sampaio, Sao Francisco Xavier i Todos os Santos.